# Naz Aydemir
Naz Aydemir (* 14. August 1990 in Istanbul) ist eine türkische Volleyballspielerin.

## Karriere
Aydemir spielte ausschließlich für Vereine ihrer Heimatstadt Istanbul. Von 2004 bis 2009 gewann die Zuspielerin mit Eczacıbaşı dreimal die türkische Meisterschaft und zum Abschluss 2009 den türkischen Pokal. Für Fenerbahçe spielte sie von 2009 bis 2012 und wurde hier zweimal nationale Meisterin und einmal Pokalsiegerin. Außerdem gewann sie 2010 die Klubweltmeisterschaft und 2012 die Champions League. Von 2012 bis 2018 war Aydemir für Vakıfbank aktiv. In dieser Zeit gewann sie viermal die türkische Meisterschaft, dreimal den Pokal, dreimal die Champions League und zweimal die Klubweltmeisterschaft. Nach einer Babypause spielte Aydemir von 2019 bis 2022 wieder bei Fenerbahçe Istanbul. Anschließend wechselte sie zu Türk Hava Yolları SK.
Von 2008 bis 2021 war Aydemir auch für die türkische Nationalmannschaft aktiv. Höhepunkte ihrer Karriere waren die Olympiateilnahmen 2012 in London (Platz neun) und 2021 in Tokio (Platz fünf), der Sieg bei den Europaspielen 2015 in Baku sowie drei Podiumsplätze bei den Europameisterschaften (2011 Dritte, 2017 Dritte, 2019 Zweite).
Aydemir wurde vielfach als „Beste Zuspielerin“ ausgezeichnet.

## Privates
Aydemir ist seit 2013 mit dem Basketballspieler Cenk Akyol verheiratet und hat seit 2018 einen Sohn. Der Fußballspieler İlkay Gündoğan ist Aydemirs Cousin.